# 黄坤仪
黄坤仪（1937年—），男，福建云霄人，中国天文学家，中国科学院紫金山天文台研究员，曾任中国天文学会理事。